# Schizofrenia a marihuana

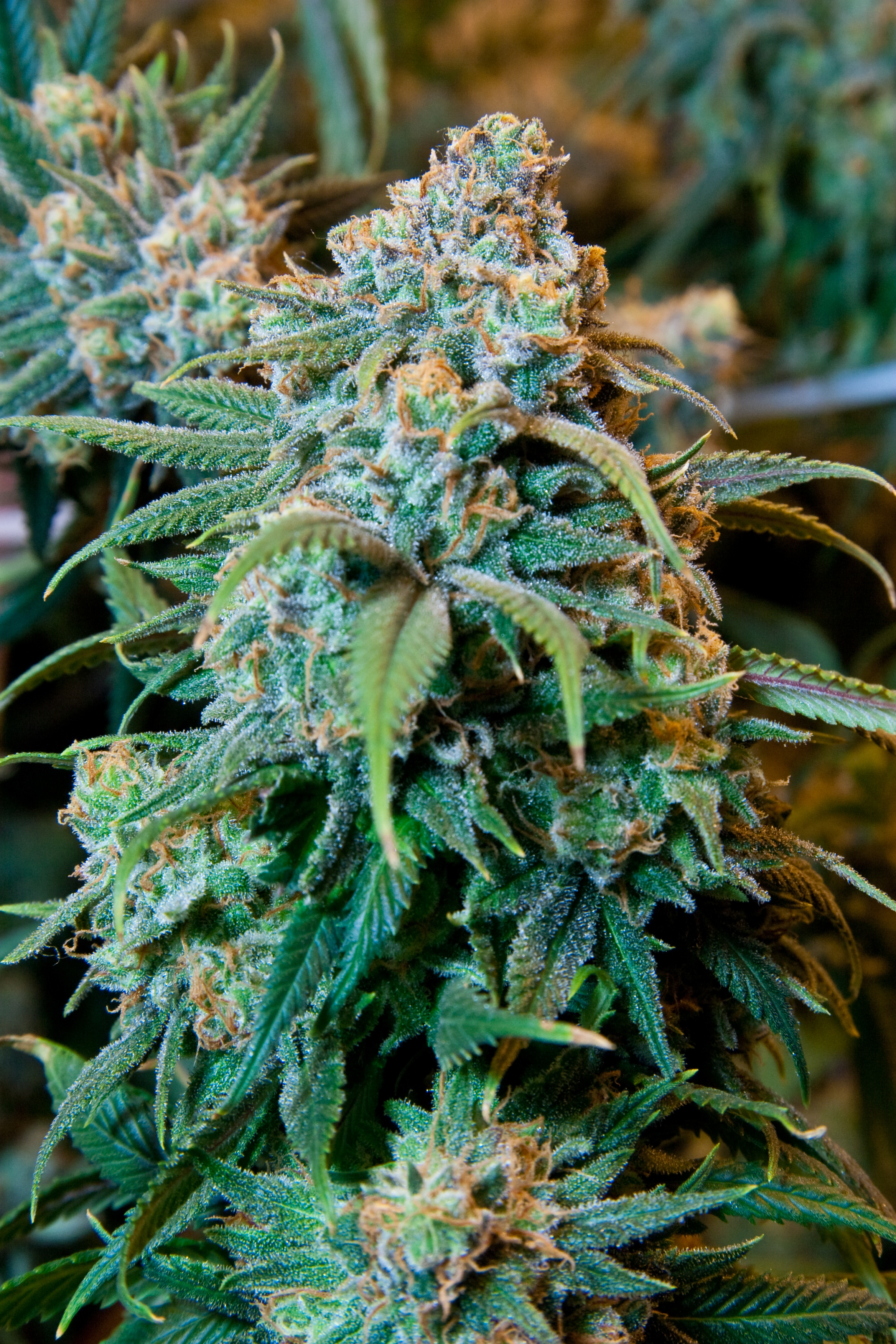
Kwiatostany konopi siewnych, surowiec wytwarzania marihuany, której używanie wiąże się z ryzykiem rozwoju schizofrenii

Schizofrenia a marihuana – związek pomiędzy schizofrenią (jak też innymi psychozami) i marihuaną stał się w ostatnich dekadach przedmiotem kontrowersji. National Institute of Mental Health stwierdził, że badacze mają coraz liczniejsze dowody na związek pomiędzy marihuaną i objawami schizofrenii. W doniesieniu z 2000 r. amerykańska National Academy of Sciences zauważyła, że niektórzy naukowcy zaproponowali związek pomiędzy użyciem marihuany a schizofrenią, tak jak pomiędzy stosowaniem marihuany a odrębnym typem psychozy. Zaobserwowali jednak, że użycie marihuany bez obecności innych czynników ryzyka jest mało prawdopodobnym powodem powstania psychozy trwającej dłużej niż intoksykacja. Ponadto autorzy licznych przeglądów doszli do konkluzji, że stosowanie marihuany skutkuje jedynie zwiększonym ryzykiem schizofrenii przy współwystępowaniu dodatkowych czynników ryzyka, w szczególności podatności genetycznej (vulnerability).
Badacze zgadzają się, że ludzie cierpiący na psychozy częściej używają marihuany oraz że występuje powiązanie pomiędzy stosowaniem marihuany a schizofrenią bądź innymi formami psychozy. Pewne badania zaowocowały także wnioskiem, że użycie marihuany wiąże się z wcześniejszym początkiem schizofrenii. Pozostaje mniej jasne, czy zachodzi tu związek przyczynowo-skutkowy. Zaproponowany mechanizm takiego związku obejmuje efekty wywoływane przez dronabinol, czysty izomer THC, posiadający zdolność indukowania ostrych objawów psychotycznych, nazywanych „wczesnymi objawami schizofrenii i pokrewnych zaburzeń”. Uznanie związku przyczynowego komplikuje fakt, że inny kanabinoid znajdujący się w marihuanie, kannabidiol (CBD), zdaje się mieć właściwości antypsychotyczne. CBD wykazuje też działanie anksjolityczne, hamuje zaś psychomimetyczne działanie THC. Jednak zawartość CBD różni się w szerokim zakresie, rzadko uwzględnia się ją w badaniach epidemiologicznych. Uważa się, że oddziaływanie marihuany na ryzyko schizofrenii wyraża się szczególnie wśród osób wcześnie sięgających po używkę.

## Przeglądy systematyczne
- W 2000 roku w przeglądzie dokonanym przez badaczy z australijskiego National Drug and Alcohol Research Centre sprawdzono 2 hipotezy:
  1. znaczne użycie marihuany wywołuje psychozę, która nigdy nie wystąpiłaby, gdyby probant nigdy nie użył marihuany;
  2. użycie marihuany może przyśpieszać lub zaostrzać objawy schizofrenii.

Autorzy doszli do wniosku, że nieliczne dowody wspierają pierwszą z hipotez, więcej natomiast drugą, w tym duże badanie prospektywne, które znalazło zależność liniową pomiędzy stosowaniem marihuany poniżej wieku lat 18 i ryzykiem diagnozy schizofrenii w ciągu następnych 15 lat[11].
- W 2004 w przeglądzie opublikowanym przez British Journal of Psychiatry napisano, że zniechęcanie do palenia marihuany skutkuje zmniejszeniem częstości schizofrenii o 8%[12]. W tym samym roku przegląd wydał też Addiction, donosząc, że wcześniejsze stosowanie marihuany wydaje się działać jak czynnik ryzyka początku schizofrenii, zwłaszcza u osób podatnych, ale też u ludzi z dodatnim wywiadem[13].
- W 2005 w przeglądzie badacze Sheba Medical Center z Hajfy podali wniosek, że badania rzeczywiście ukazały związek pomiędzy stosowaniem marihuany a ryzykiem schizofrenii, ale nie musi on oznaczać związku przyczynowo-skutkowego. Chodzi raczej nieprawidłowości w układzie endokanabinoidowym, zwiększające zarówno ryzyko stosowania marihuany, jak i schizofrenii[14].
- W 2007 autorzy przeglądu opublikowanego przez The Lancet podali, że istnieją obecnie wystarczające dowody, by ostrzec młodych ludzi, że używanie marihuany może zwiększać ryzyko rozwinięcia się psychozy w ich późniejszym życiu[15].
- W 2009 w przeglądzie z European Archives of Psychiatry and Clinical Neuroscience stwierdzono, że zbiorcze dowody sugerują, iż kanabinoidy mogą powodować pełny zakres objawów przypominających schizofrenię – pozytywnych, negatywnych i poznawczych – u zdrowych osób[16].
- W 2010 badanie globalnego obciążenia chorobami pokazało, że marihuana jako czynnik ryzyka wiąże się globalnie z 7000 DALY, natomiast jako czynnik ryzyka schizofrenii nie przyczynia się znacznie do obciążenia chorobą na poziomie populacyjnym[17].
- W 2011 przegląd badaczy ze Schizophrenia Research Institute w Darlinghurst podał listę trzech czynników ryzyka schizofrenii o najwyższej jakości potwierdzających je dowodów. Zaliczało się do nich użycie marihuany[18].
- W 2013 naukowcy z Icahn School of Medicine at Mount Sinai podali w swym przeglądzie, że istnieje silny związek pomiędzy schizofrenią i wykorzystaniem marihuany. Doszli oni do wniosku, że samo stosowanie marihuany nie pozwala przewidzieć wkroczenia w chorobę psychiczną. Włącza się weń wiele czynników, w tym genetyczne, środowiskowe, czas inicjacji i trwania użytkowania marihuany, psychopatologia wyprzedzająca to użytkowanie, a także mieszane używanie innych środków psychoaktywnych[7].
- W 2014 przegląd z Frontiers in Psychiatry objął konkluzję, że związek pomiędzy marihuaną i schizofrenią spełnia wiele, ale nie wszystkie kryteria związku przyczynowego, jak współwystępowanie czasowe, gradient biologiczny, prawdopodobieństwo biologiczne, dowody eksperymentalne, zgodność i spójność. Wymaga to wedle autorów poważnego rozważenia z punktu widzenia ochrony zdrowia[9].